# Dreikönigskirche (Frankfurt am Main)

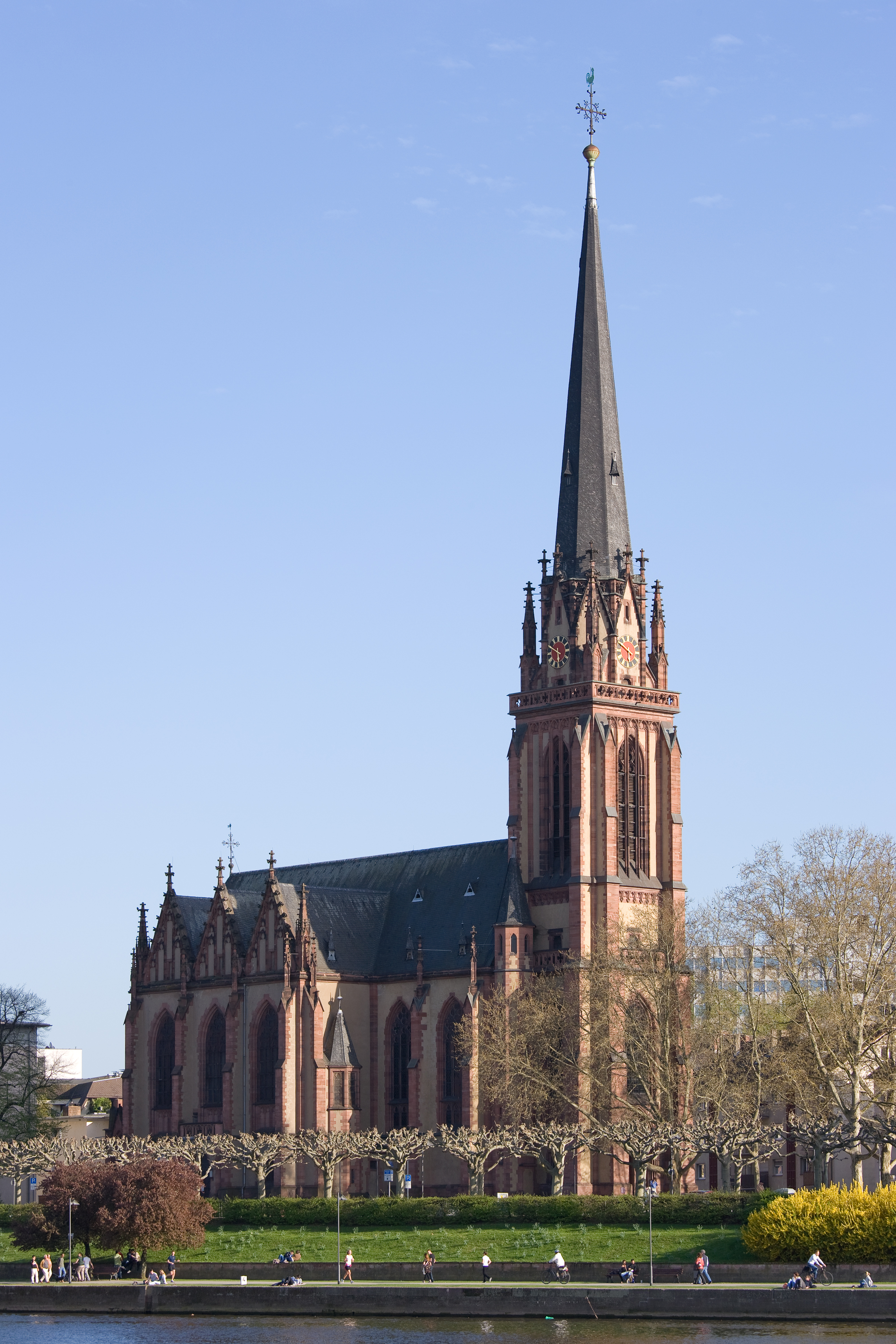
Die Dreikönigskirche, vom Mainkai auf Höhe des Eisernen Steges gesehen, April 2011

Die Dreikönigskirche ist eine evangelische Kirche in Frankfurt am Main. Der neugotische Bau entstand 1875 bis 1880 nach einem Entwurf von Dombaumeister Franz Josef Denzinger am südlichen Mainufer im Stadtteil Sachsenhausen.

## Geschichte

### Mittelalter

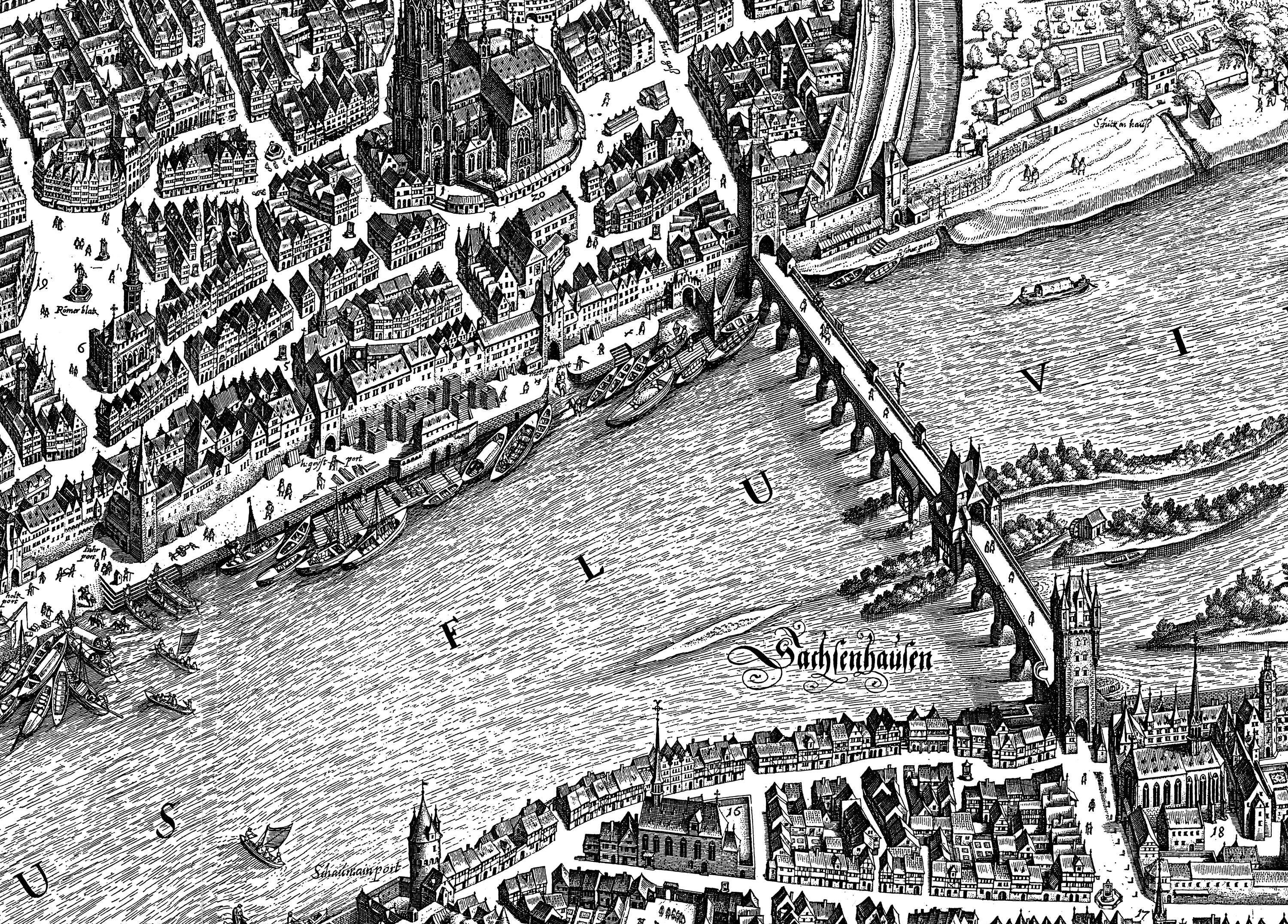
Dreikönigskirche und Alte Brücke auf dem Merian-Stich von 1628

1338 stiftete der Sachsenhäuser Bürger Heile Dymar eine Kapelle für den Erweiterungsbau des Hospitals der Deutschordensritter. Er erbaute eine schlichte, zweischiffige Hallenkirche im spätgotischen Stil. Am 23. Juli 1340 wurde die Kapelle den Heiligen Drei Königen geweiht.
Während des ganzen Mittelalters lagen die Pfarr-Rechte in Frankfurt ausschließlich beim Reichsstift St. Bartholomäus. Dessen Pleban war gleichzeitig Stadtpfarrer, dem alle kirchlichen Amtshandlungen – die sogenannten Kasualien – vorbehalten waren. Dies führte zu großer Unzufriedenheit der Bürger in Sachsenhausen und in der Neustadt, da des Nachts, wenn die Tore der Staufenmauer und der Alten Brücke verschlossen waren, kein seelsorgerlicher Beistand möglich war. Trotz aller Forderungen des Rates wurden erst 1452, auf Vermittlung des Kardinals Nikolaus von Kues, die Dreikönigskirche und die Peterskirche in der Neustadt zu Filialkirchen von St. Bartholomäus erhoben.

### Reformationszeit
Seit 1522 breitete sich in Frankfurt die Reformation aus. 1525 wurde die Dreikönigskirche zur ersten Kirche in Frankfurt, an der ausschließlich reformierte Prediger wirkten. 1531 stellte der Rat mit Peter Pfeiffer, der zuvor Guardian des Barfüßerklosters gewesen war, einen dritten hauptamtlichen Prediger ein und wies ihn der Dreikönigskirche fest zu. Damit endete die jahrhundertelange Benachteiligung der Sachsenhäuser Christen.

### Neuzeit

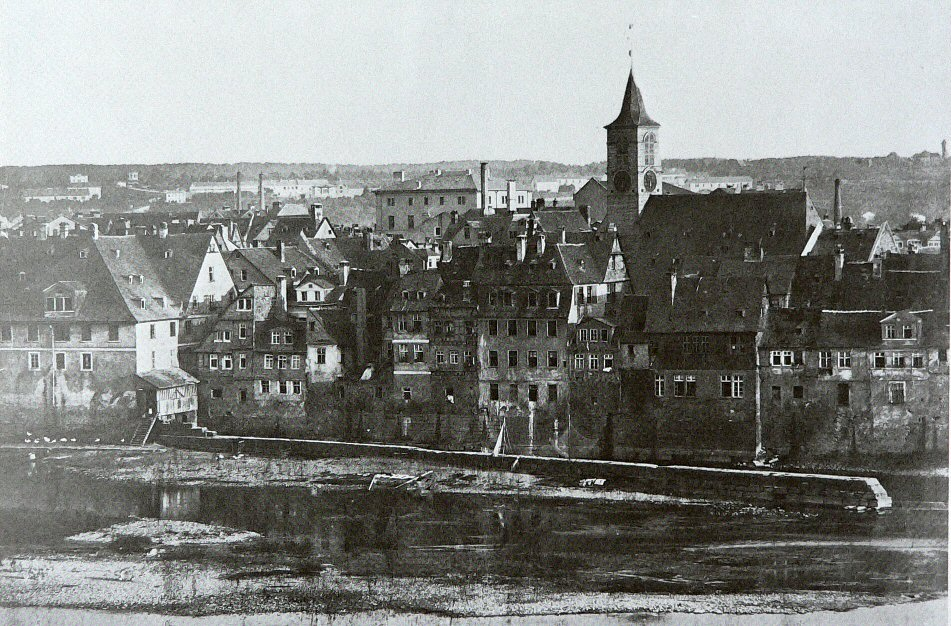
Alte Dreikönigskirche und Sachsenhäuser Mainufer, Photographie von Carl Friedrich Mylius, 1859

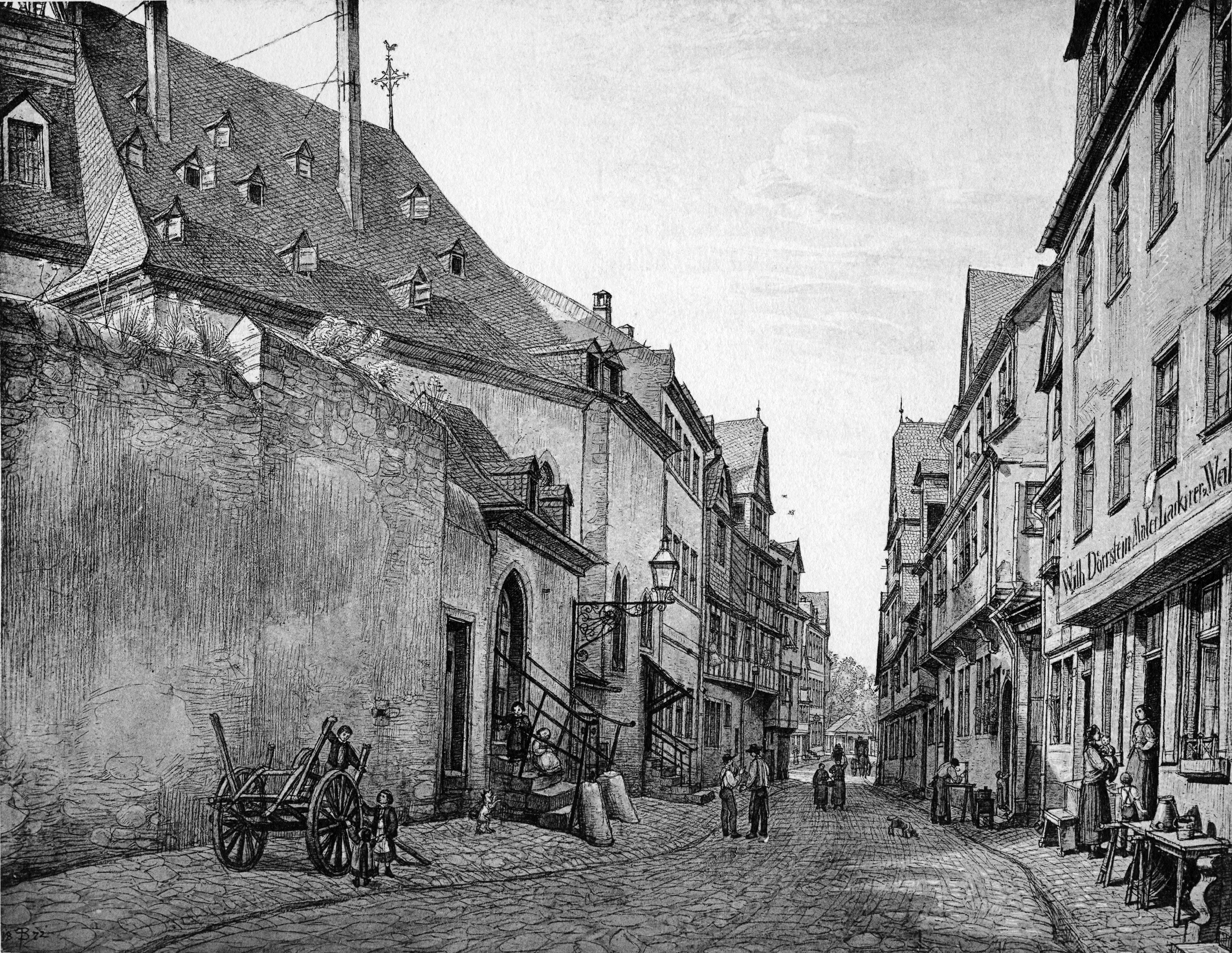
Dreikönigskirche und Löhergasse, 1872

Von 1715 bis 1723 wirkte der pietistische Erbauungsschriftsteller Johann Friedrich Starck als Pfarrer an der Dreikönigskirche.
Anfang des 19. Jahrhunderts wurde die kleine Dreikönigskirche allmählich baufällig. 1821 erstellte der Stadtbaumeister Friedrich Heß ein Gutachten, in dem er für einen Neubau plädierte, da die Kirche nicht mehr zu renovieren sei. Dagegen regte sich Widerspruch, und es folgten eine Reihe von Gegengutachten.
Im Jahr 1829/1830 wurde der in Deutschland einmalige Dotationsvertrag zwischen der Stadt Frankfurt und den christlichen Kirchen von Frankfurt geschlossen. Seither ist die Stadt verpflichtet, „die Kirchengebäude und Zugehörungen, wie die Orgeln und dergleichen, fortwährend in gutem Stande“ zu erhalten.
Stadtbaumeister Heß selber stellte 1832 in einem weiteren Gutachten fest, dass eine Renovierung doch möglich sei. Trotzdem wurden keine Maßnahmen zur Überholung der alten Kirche ergriffen.
1869 wurde Franz Josef Denzinger als Dombaumeister nach Frankfurt berufen, um den Wiederaufbau des 1867 niedergebrannten Domes zu leiten. Er schlug einen repräsentativen Neubau vor. 1872 wurde dieser Plan durch den Magistrat gegen den Widerstand des Konservators angenommen. Nicht zuletzt wurde damit wohl versucht, das durch den Verlust der staatlichen Selbständigkeit erschütterte Selbstbewusstsein der Frankfurter Bürger wieder zu stärken.
Am 7. April 1872 fand der letzte Gottesdienst in der alten Dreikönigskirche statt. Danach wurde die Kirche geschlossen, zwischen Mai und August 1875 wurde sie abgerissen. Anschließend begann der Neubau, der Ende 1880 abgeschlossen war. Am 8. Mai 1881 wurde die neue Dreikönigskirche eingeweiht. Der von Joseph Kaspar Correggio entworfene Hochaltar wurde erst um die Jahrhundertwende realisiert.
Im Zweiten Weltkrieg erlitt die Kirche bei den Luftangriffen auf Frankfurt am Main nur geringe Schäden, die 1954 behoben wurden. Von 2011 bis 2015 wurden das Dach und die Fassaden restauriert, von 2021 bis 2023 wird der Turm instand gesetzt.
Im Innenraum präsentiert die Kirche sich (bis auf Fenster und Orgel) noch weitgehend im neugotischen Originalzustand.

## Architektur

### Außen
Die Dreikönigskirche ist eine neugotische Hallenkirche aus rotem Mainsandstein. Sie erinnert mit ihren getreppten Strebepfeilern, den Spitzgiebeln auf den Seitenschiffen und der einturmigen Westfassade an süddeutsche Stadtkirchen des 15. Jahrhunderts. Der 81 m hohe Turm war zum Zeitpunkt seiner Erbauung das zweithöchste Gebäude in Frankfurt. Er zitiert die Formensprache des gegenüberliegenden Domturms, ohne ihm den Rang streitig zu machen. Wie dieser erhebt sich ein Oktogon über zwei Geschossen mit quadratischem Grundriss. Das Oktogon trägt eine spitze Turmhaube. Anders als der kleine Vorgängerbau verschmilzt Denzingers Bau nicht mit dem verschachtelten Häusergewirr des Sachsenhäuser Mainufers, sondern steht etwas zurückgesetzt für sich.

### Innen

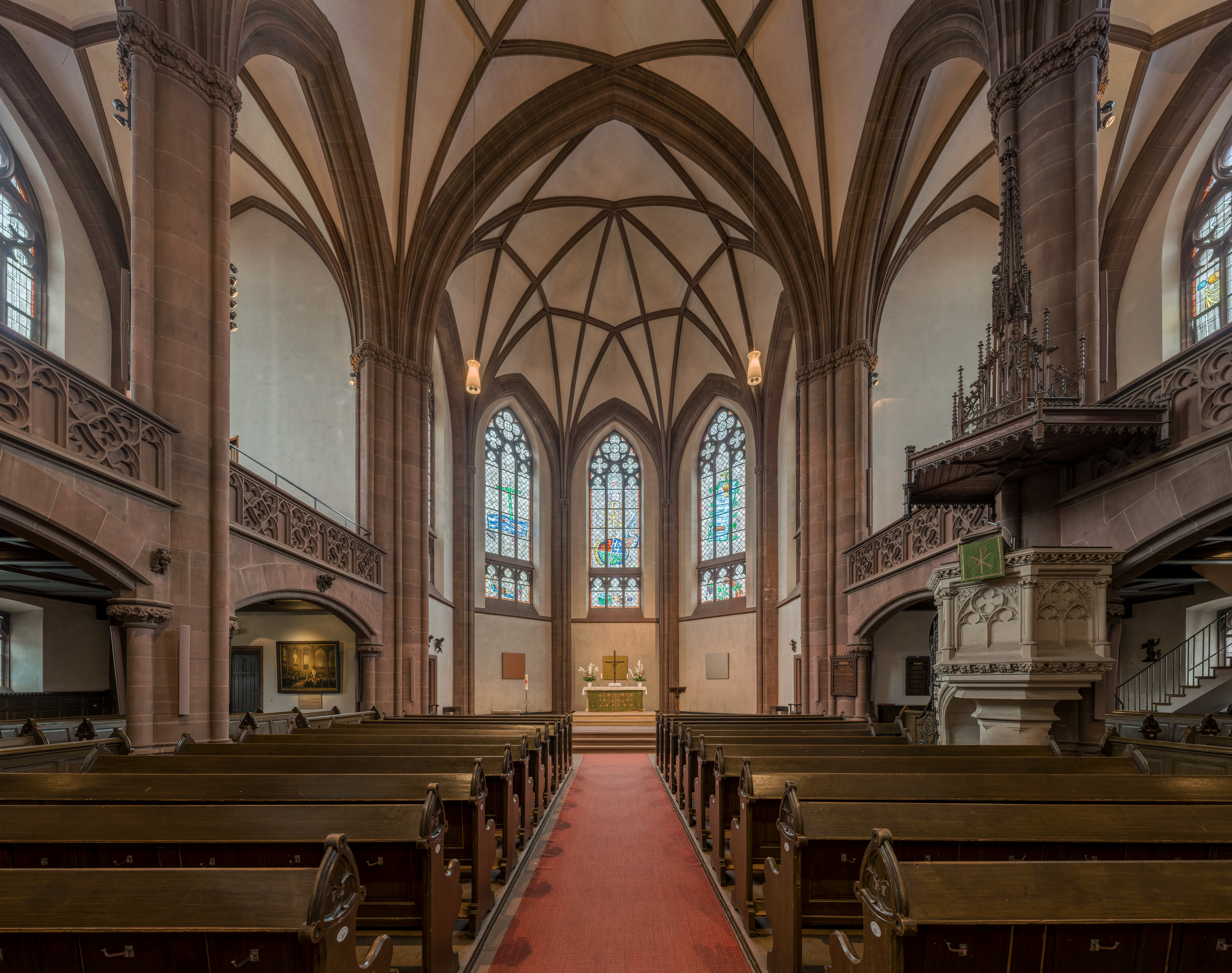
Innenraum der Dreikönigskirche

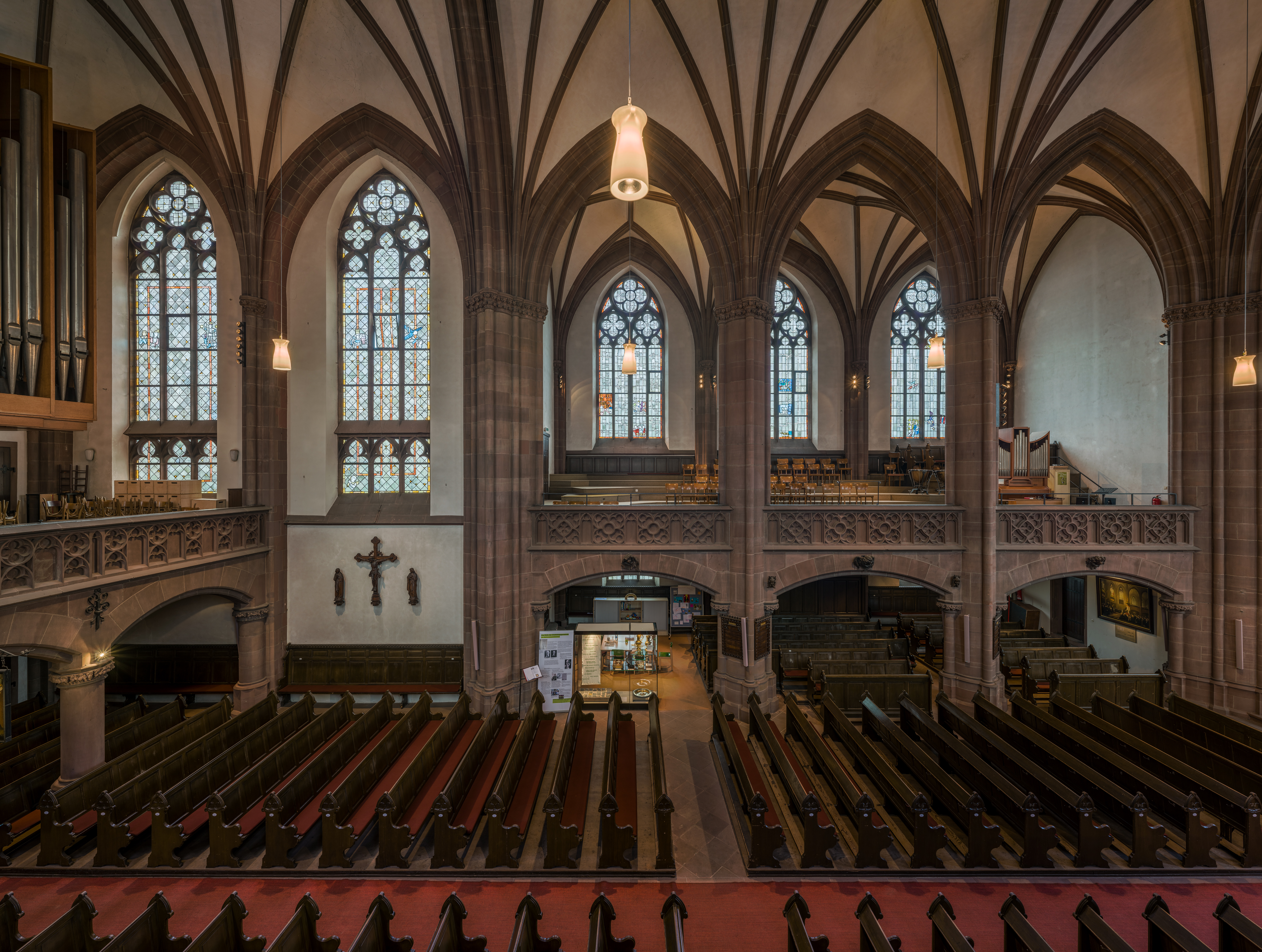
Blick von der Südempore

Das Hauptportal der Kirche im Westturm öffnet sich zu einem kleinen Platz. Das Hauptschiff erstreckt sich über fünf Joche. Die drei vorderen Joche werden von Seitenschiffen mit mächtigen Sandsteinemporen flankiert. Die Emporen ruhen auf gedrückten Korbbögen, ihre Brüstungen sind mit einem filigranen Maßwerk verziert. Während Denzinger diese Stilelemente ebenso wie das Netzgewölbe des Hauptschiffes und des 5/8-Chores der Formensprache der Spätgotik entnahm, gehören die altertümlichen Rundpfeiler einer früheren Epoche an.

## Künstlerische Ausgestaltung
Die Farbglasfenster der Dreikönigskirche wurden 1956 von Charles Crodel geschaffen. Sie zeigen im Altarraum die fünf Hauptstücke des Katechismus – die zehn Gebote, das Glaubensbekenntnis, das Vaterunser, die Taufe und das Abendmahl – und in den Seitenfenstern die Anbetung der Drei Könige. Im Detail der Bildsprache nach einem Selbstzeugnis von Ch. Crodel 1968 eine Auseinandersetzung des Ichs mit dem Anderen: Vor 10 Jahren etwa in den Fenstern der 3 Königskirche habe ich das Thema „Ich und der andere“ oder „Du und der Andere“ in einigen Variationen durchexerziert. Der Andere, der aber auch das Gestirn, der Engel, der Gott sein kann bzw. ist. Ich fühle mich in dieser Idee (durch den jetzt gestorbenen Adorno) bestätigt.
1994 gestaltete die Künstlerin Petra Falk drei monochrome Bildtafeln für den Chorraum der Dreikönigskirche, die die Dreifaltigkeit symbolisieren: Gott der Vater (Gold für Ewigkeit), Gott der Sohn (erdfarbenes Kupfer für Menschwerdung), Gott der Heilige Geist (Silber vermittelt die Botschaft, dass Gott nicht fassbar ist).
Die Frankfurter Dreikönigskirche ist bereits mit drei Gemälden von Max Beckmann in die moderne Kunstgeschichte eingetreten: Der Künstler malte die Kirche in den Bildern Der Eiserner Steg, 1922, Mainufer und Kirche, 1925 und Mondlandschaft, 1925. Das Motiv Mainufer und Kirche befindet sich in der Sammlung des Frankfurter Städel Museums.

## Ausstattung

### Orgel

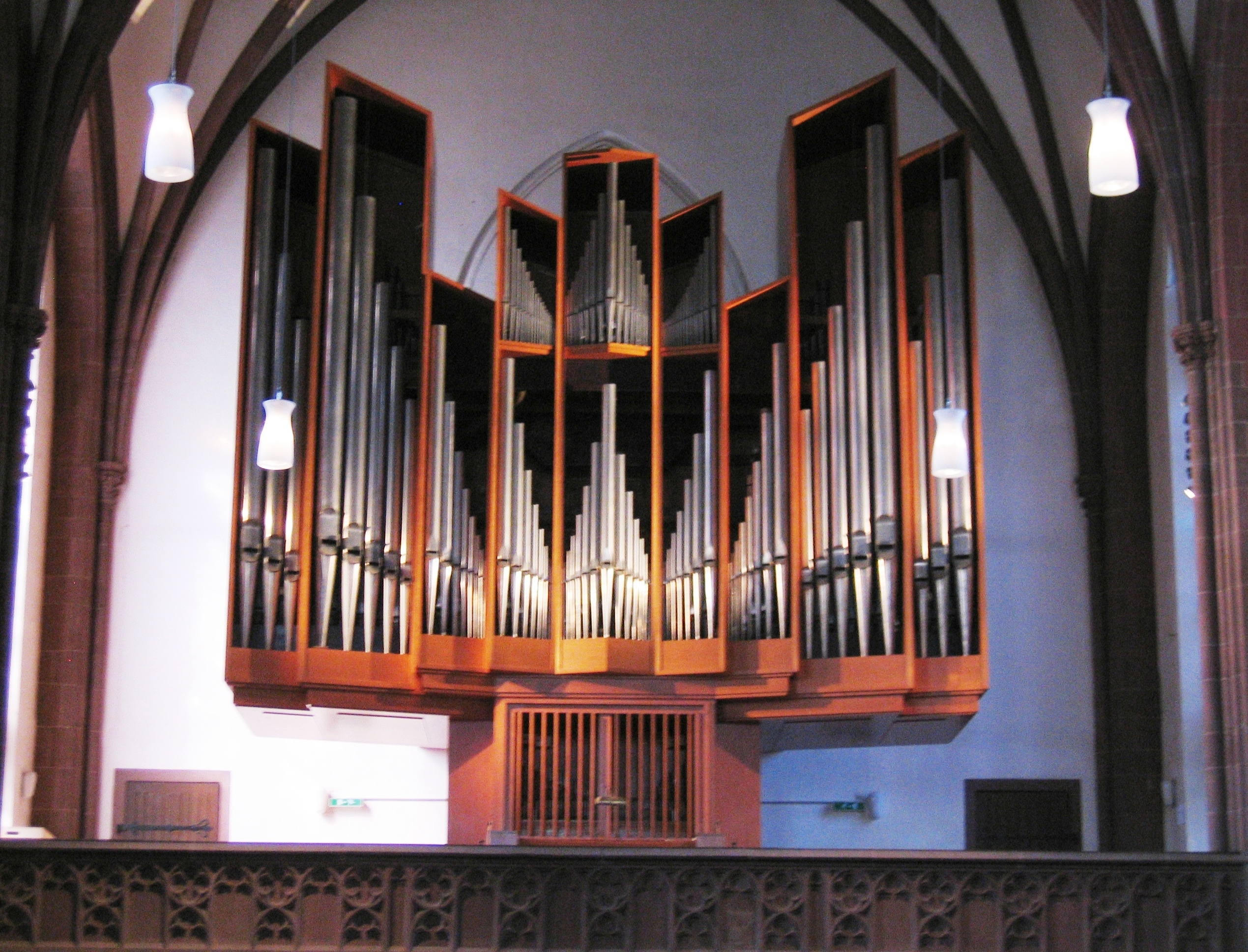
Orgel

1961 erhielt die Kirche eine neue Orgel nach einer Disposition von Helmut Walcha durch den renommierten Berliner Orgelbauer Karl Schuke. Die 47 Register der Orgel verteilen sich auf drei Manuale und Pedal. Die denkmalgeschützte Orgel wurde 2003 grundlegend renoviert.
| I Hauptwerk C–g3 |             |       |
| 1.               | Quintadena  | 16′   |
| 2.               | Principal   | 8′    |
| 3.               | Spielflöte  | 8′    |
| 4.               | Rohrflöte   | 8′    |
| 5.               | Oktave      | 4′    |
| 6.               | Nachthorn   | 4′    |
| 7.               | Nassat      | 2 ⁄3′ |
| 8.               | Oktave      | 2′    |
| 9.               | Flachflöte  | 2′    |
| 10.              | Mixtur V-VI |       |
| 11.              | Trompete    | 8′    |

| II Schwellwerk C–g3 |                 |       |
| 12.                 | Holzgedackt     | 8′    |
| 13.                 | Blockflöte      | 4′    |
| 14.                 | Quintadena      | 4′    |
| 15.                 | Waldflöte       | 2′    |
| 16.                 | Quinte          | 1 ⁄3′ |
| 17.                 | Oktave          | 1′    |
| 18.                 | Sesquialtera II | 2 ⁄3′ |
| 19.                 | Cymbel III      |       |
| 20.                 | Regal           | 8′    |
| 21.                 | Regal           | 4′    |
|                     | Tremulant       |       |

| III Oberwerk C–g3 |               |        |
| 22.               | Metallgedackt | 8′     |
| 23.               | Quintadena    | 8′     |
| 24.               | Principal     | 4′     |
| 25.               | Rohrflöte     | 4′     |
| 26.               | Quintflöte    | 2 ⁄3′  |
| 27.               | Oktave        | 2′     |
| 28.               | Nachthorn     | 2′     |
| 29.               | Terz          | 1 3⁄5′ |
| 30.               | Sifflöte      | 1′     |
| 31.               | Scharff IV    |        |
| 32.               | Rankett       | 16′    |
| 33.               | Krummhorn     | 8′     |
|                   | Tremulant     |        |

| Pedal C–f1 |                  |         |
| 34.        | Principal        | 16′     |
| 35.        | Subbaß           | 16′     |
| 36.        | Quintbaß         | 10 2⁄3′ |
| 37.        | Oktave           | 8′      |
| 38.        | Gedackt          | 8′      |
| 39.        | Oktave           | 4′      |
| 40.        | Koppelflöte      | 4′      |
| 41.        | Bauernflöte      | 2′      |
| 42.        | Rauschpfeife III |         |
| 43.        | Mixtur V         |         |
| 44.        | Posaune          | 16′     |
| 45.        | Trompete         | 8′      |
| 46.        | Schalmei         | 4′      |
| 47.        | Cornett          | 2′      |
|            | Tremulant        |         |

- Koppeln: II/I, III/I, I/P, II/P, III/P
- Spielhilfen: Elektronische Setzeranlage

### Glocken
Die Glocken der alten Dreikönigskirche wurden 1881 eingeschmolzen. Der Kirchenneubau erhielt ein Geläute aus vier Glocken in e′, a′, h′ und cis″ mit einem Gewicht von 2760 kg, die von der Glockengießerei von Hermann Große in Dresden geliefert wurden. Wegen seines musikalischen Wertes war dieses Geläut im Ersten Weltkrieg unter Schutz gestellt worden. Im Zweiten Weltkrieg mussten jedoch drei Glocken abgeliefert werden. Sie wurden 1942 eingeschmolzen.
1956 erhielt die Dreikönigskirche ein neues Geläut aus fünf Glocken, die von der Glockengießerei Bachert in Bad Friedrichshall-Kochendorf mit Beschriftungen von Charles Crodel gegossen wurden.
Das Gesamtgewicht der Glocken beträgt 3.984 kg. Die Glocken der Dreikönigskirche sind Bestandteil des Frankfurter Stadtgeläutes.
| Nr. | Name               | Nominal (16tel) | Gewicht (kg) | Durchmesser (mm) | Inschrift                                                                         |
| 1   | Erlöserglocke      | e1 −5           | 1398         | 1310             | Tröstet, tröstet mein Volk. Lasset euch versöhnen mit Gott.                       |
| 2   | Evangelistenglocke | fis1 −6         | 929          | 1160             | Des Herren Wort bleibet in Ewigkeit. Gottes Wort ist nicht gebunden.              |
| 3   | Dreikönigsglocke   | g1 −4           | 724          | 1090             | Wir haben seinen Stern gesehen und sind gekommen, um Ihn anzubeten.               |
| 4   | Lutherglocke       | a1 −7           | 542          | 975              | Gott ist unsere Zuversicht und Stärke. Ist Gott für uns – wer mag wider uns sein? |
| 5   | Mahnglocke         | h1 −6           | 391          | 865              | Siehe, ich komme bald, wer aber bis ans Ende beharret, der wird selig.            |

## Gemeindeleben

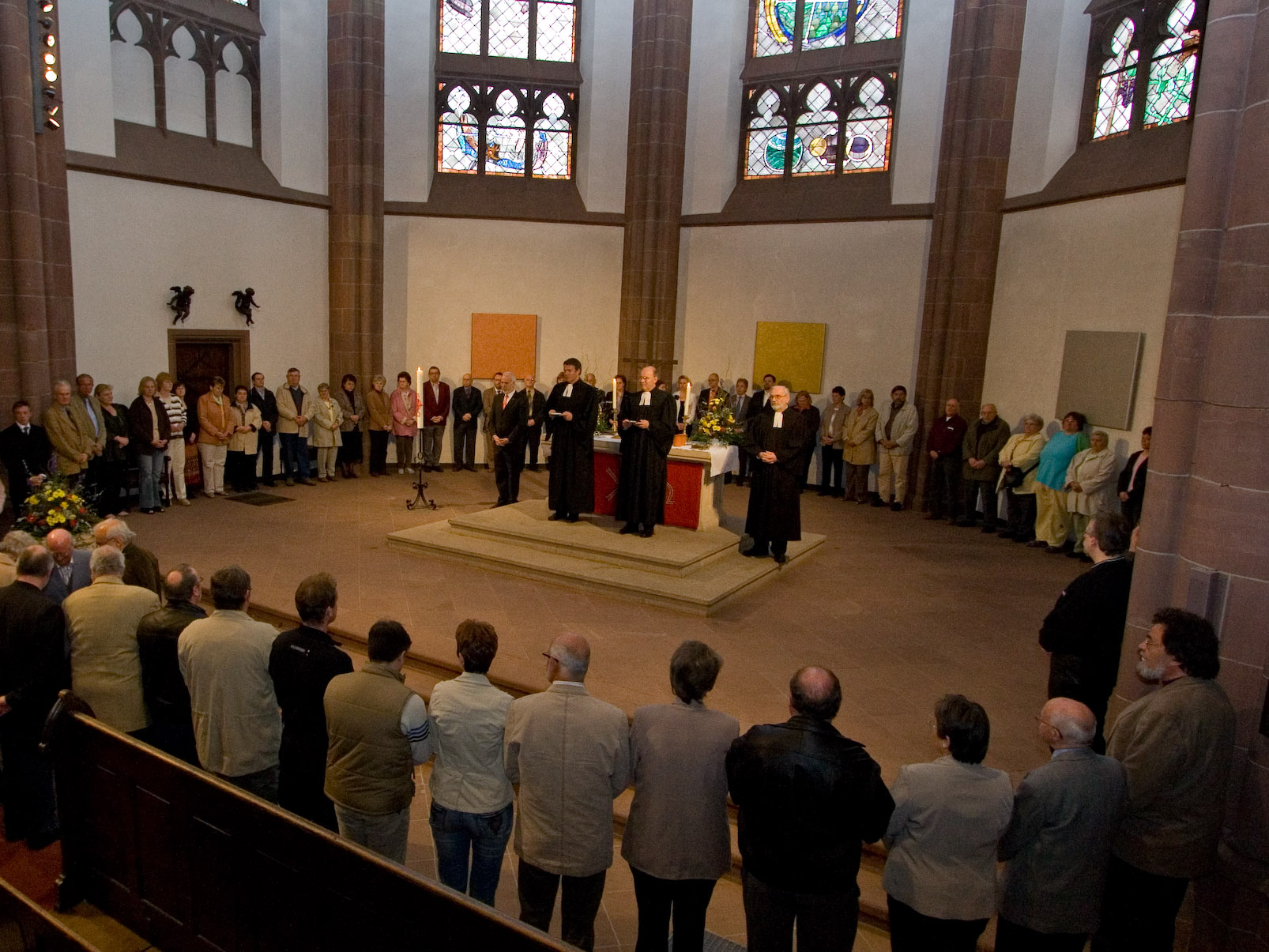
Abendmahlsgottesdienst mit Kirchenpräsident Peter Steinacker

Die Kirche wird von der evangelisch-lutherischen Dreikönigsgemeinde genutzt, der größten evangelischen Kirchengemeinde in Frankfurt. 
Einen Schwerpunkt bildet seit dem Zweiten Weltkrieg die Kirchenmusik. Zu den bedeutenden Kirchenmusikern, die an der Dreikönigskirche wirkten, gehören Kurt Thomas (Kantor von 1945 bis 1957) und Helmut Walcha (Organist von 1946 bis 1981). Es gibt Konzerte vom Kurt-Thomas-Kammer Chor, Main Orchester Frankfurt und anderen. 
Für weitere Schwerpunkte der Gemeindearbeit steht das Gemeindehaus in der Tucholskystraße zur Verfügung.

## Weblinks

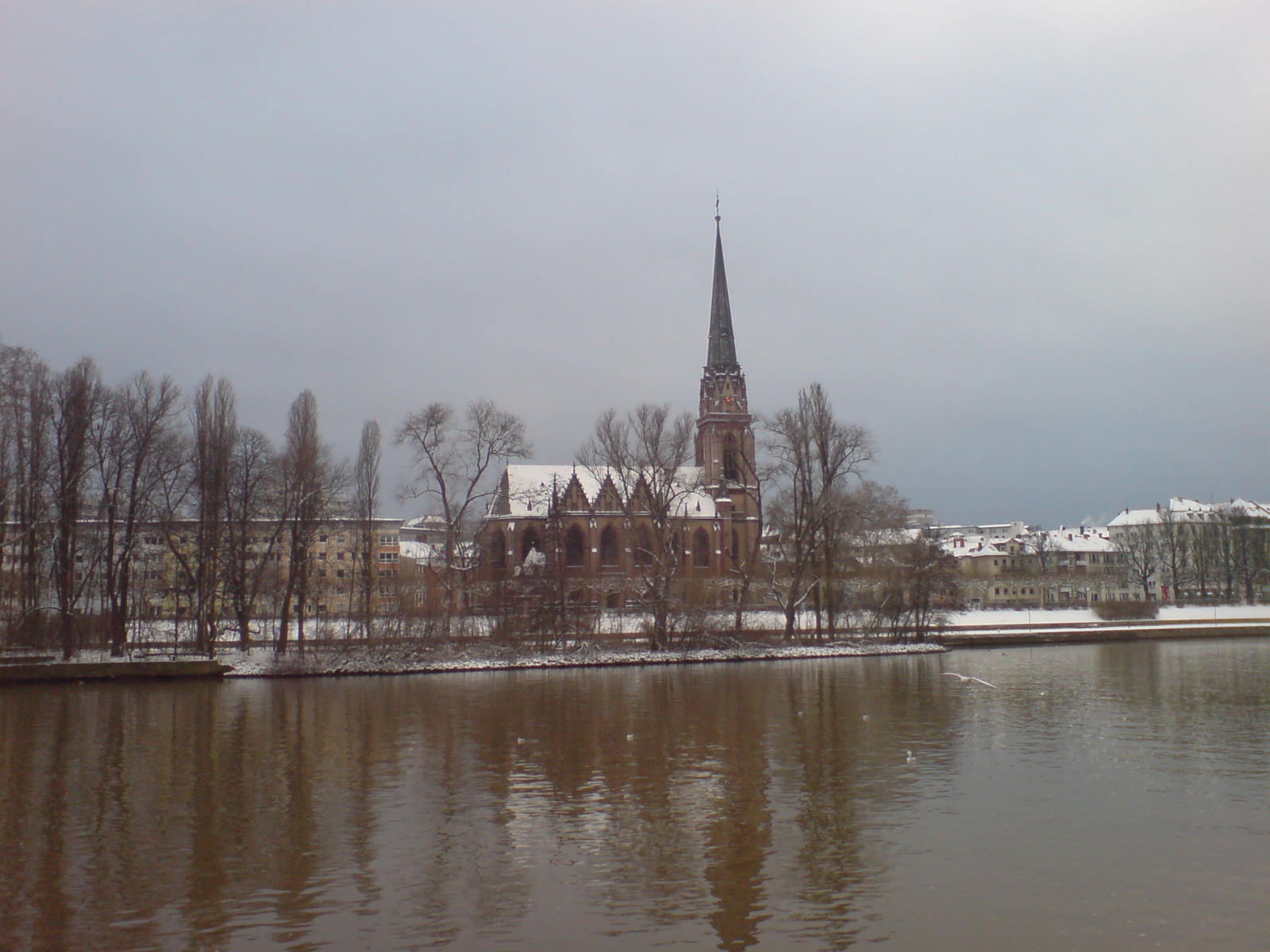
Die Kirche im Winter vom Nordufer aus gesehen.